# آورا دیون
ماریا لوئیز یونسن (به دانمارکی: Maria Louise Joensen) (زادهٔ ۲۱ ژانویهٔ ۱۹۸۵ در کپنهاگ) که بیشتر با نام حرفه‌ایش یعنی آورا دیون (به دانمارکی: Aura Dione) شناخته می‌شود، یک خواننده - ترانه‌سرای دانمارکی است که تباری فارویی، اسپانیایی، فرانسوی، و دانمارکی دارد. او نخستین آلبومش، کلمباین را در سال ۲۰۰۸ منتشر کرد. تا سال ۲۰۱۱، ۱۰۰٬۰۰۰ نسخه از این آلبوم در سراسر جهان به فروش رفته‌بود.

## زندگی‌نامه

### اوایل زندگی (۲۰۰۶ - ۱۹۸۵)
ماریا لوئیز یونسن در ۲۱ ژانویهٔ ۱۹۸۵ در نیویورک، ایالات متّحدهٔ آمریکا زاده شد. مادر فارویی/فرانسوی و پدر دانمارکی/اسپانیاییش او را به موسیقی معرّفی کردند، و او نخستین ترانه‌اش را هنگامی که تنها ۸ سال سن داشت، خواند.